# 展花乌头
展花乌头（学名：Aconitum chasmanthum）为毛茛科乌头属下的一个种。

## 扩展阅读
- 維基物種上的相關：展花乌头